# モンスター・ハウス (映画)
『モンスターハウス』（Monster House）は、2006年にアメリカで公開された3Dアニメ映画。第79回アカデミー賞長編アニメ映画賞ノミネート作品。

## あらすじ
少年DJの家のむかいに立つ奇妙な屋敷。そこにはネバークラッカーという年老いた男が住んでいた。ネバークラッカーは、自宅の庭に他者が侵入することを非常に嫌い、それを侵した子どもたちのおもちゃ等を取り上げていた。そして奇妙なことに、その老人は家に話しかけていたのだという。はずみで庭に入ってしまったボールを取りに行こうとしたDJはネバークラッカーに怒られるが、怒った彼は心臓発作で病院へ運ばれてしまう。そのときから奇妙なことが起こり始める。なんと屋敷は生き物だったのだ。大人は誰も信じてくれず、DJは親友のチャウダーと共に屋敷の監視を始めるのだった……。

## スタッフ
- 監督：ギル・キーナン
- 製作総指揮：ロバート・ゼメキス、スティーヴン・スピルバーグ、ライアン・カヴァノー、ジェイソン・クラーク

## 登場人物/キャスト
キャストは英語版/日本語吹き替え版の順で掲載。
- DJ：ミッチェル・ムッソ/高山みなみ

主人公。背伸びしたい年頃であり、普段から子ども扱いする両親に自分は大人だと主張するが、いつもベビーシッターに鼻であしらわれている。しかし、いざとなれば勇敢さや頭の回転の良さを発揮する。向かいのネバークラッカーの屋敷を怪しみ、観察していくうちに家がモンスターだと知る。そして、モンスターハウスを退治することを決意する。
- チャウダー：サム・ラーナー(Sam Lerner)/宮里駿

DJの親友。弱虫でカッコつけでお調子者で食いしん坊。普段はカッコつけた言動が多いが実際は小心者で何かとDJやジェニーに頼ったり助けられることが多い。ハロウィンの日に配られるお菓子を楽しみにしていたが、DJに誘われてモンスターハウスを退治する事になってしまう。最初は嫌々だったが、ジェニーにいいところを見せたくて参加する。終盤ではトラクターを自在に操ってモンスターハウスと対決する奮闘を見せた。
- ジェニー：スペンサー・ロック/石原さとみ

たまたまハロウィンのお菓子を売りに来たが、ネバークラッカーの屋敷に近づき食われそうになったところをDJたちに助けられる。名門女子学園の生徒会長。冷静な判断と豊富な知識で、モンスターハウスの退治に協力する。名門女子学園の出身なために当初は高飛車でDJやチャウダーを下に見る傾向があったが、共にモンスターハウスと戦う内に絆を深めていく。また、モンスターハウスとの決戦ではDJにキスをしている。モンスターハウスを倒した後はDJとチャウダーと再会の約束をした。
- ネバークラッカー：スティーヴ・ブシェミ/泉谷しげる

モンスターハウスの主人で本作のキーパーソンの1人。敷地に近づく者や入ったものを片っ端から追い払い片付けてしまう。若い頃、軍隊の爆撃担当だったらしく、家にダイナマイトがある。本来は子供好きで思いやりのある優しい性格だが、モンスターハウスから近隣の住民を守るために上述のような振る舞いをするようになった。モンスターハウスの真実を知ったDJ達と和解し、最後はDJ達と共にモンスターハウスを倒し、モンスターハウスから解放されたコンスタンスの魂と別れを告げ、長年の呪縛から解放してくれたDJに笑顔で感謝を告げた。
- DJの母：キャサリン・オハラ/佐々木優子

息子のことを見下しているかのように、DJに対して口うるさい女性。DJの毎日続く観察を一応気にかけてはいるが、基本的には人任せ。
- DJの父：フレッド・ウィラード/田中正彦

息子のことを見下しているかのように、いろいろ面倒くさがりな男性。DJをベビーシッターに任せてさっさとでかけてしまう。
- ジー：マギー・ギレンホール/朴璐美

一応ベビーシッターだが、DJを見下していて、言うだけ言って基本的には人任せ。勝手にボーイフレンドを仕事場に呼び込むなどやりたい放題。本名はエリザベス。
- ボーンズ：ジェイソン・リー/桐本琢也

ジーのボーイフレンド。ミュージシャン志望らしい。ろくでなしな性格で、ジーと同様にDJを見下していて彼をいじめていた。
子供の頃、ネバークラッカーに凧を取り上げられて以来彼の事を根に持っており、
ある晩彼をからかいに行くが、取り上げられた凧を餌に屋敷に誘い込まれ、襲われる。
モンスターハウスが倒された後は跡地から這い上がって生還し凧も取り戻したが、スカルにジーを取られてしまった。
- スカル：ジョン・ヘダー/遠藤純一

DJの知り合いでピザ屋で働く男。コイン一枚でゲーセンのゲームを4日間プレイし続けた伝説を持つ。コミックなどを読み漁るうちにモンスターの知識も持ち、DJたちにモンスターハウスの攻略法を教える。エンディングではいつの間にかジーと親密な雰囲気になっていた。
- ランダーズ刑事：ケヴィン・ジェームズ/玄田哲章

白人で小太りのベテラン刑事。DJたちの通報を受けてやって来たがまったく取り合わず、最終的にモンスターハウスの餌食になる。基本的に彼も面倒くさがり。モンスターハウスを倒された後は無事生還した。
- リスター刑事：ニック・キャノン/高木渉

黒人の新人刑事で、ランダーズの後輩。DJたちの通報を受けてやって来たがまったく取り合わず、最終的にモンスターハウスの餌食になる。やたらとメガホンを使いたがる。犬が大好き。モンスターハウスが倒された後は無事生還した。
- コンスタンス：キャスリーン・ターナー/磯辺万沙子

ネバークラッカーの妻で675ポンド（約306キロ）もの体重を持つ巨体の女性。故人。若い頃、あまりの肥満体のためサーカスの見せ物にされていたが、ネバークラッカーの手で解放されて彼と駆け落ち同然で結婚する。見せ物にされていた頃のトラウマからか、夫と違って子供が嫌い。その後、建設中のマイホームにハロウィンでイタズラしてきた近所の子供たちを追い払おうとする（この際、彼女はネバークラッカーが持っていた斧を振り回していたため、ネバークラッカーが止めようとしていたが、彼女が振り回した斧で頭を打ち気を失っている）が、直後にバランスを崩しマイホームから落下、その際に彼女が咄嗟に掴まろうとしたコンクリートミキサーのレバーを引いたことでセメントに固められて圧死。モンスターハウスの鍵を握るキーパーソンの1人。その死後、彼女の魂がネバークラッカーの屋敷に宿ったことでモンスターハウスが誕生した。

## 主題歌

### 日本語吹き替え版主題歌
- 『青春のとびら』

作詞・作曲：水野良樹、編曲：WESTFIELD、歌：いきものがかり (Epic Records)
なお原版、吹き替え版においても、EDにおいてはSiouxsie and the Bansheesのスタジオ・アルバム『呪々』（Juju）に収録の楽曲『Halloween』が使用されている。

## ゲーム
2007年2月1日には、THQジャパンよりニンテンドーDS専用同名シューティングゲームが発売された。